# Grönköttig spindling
Grönköttig spindling (Cortinarius malicorius) är en svampart som beskrevs av Fr. 1838. Grönköttig spindling ingår i släktet Cortinarius och familjen spindlingar.  Arten är reproducerande i Sverige. Inga underarter finns listade i Catalogue of Life.